# Сібрінг (Флорида)
Сібрінг (англ. Sebring) — місто (англ. city) в США, адміністративний центр округу Гайлендс у центрі штату Флорида. Населення — 10 729 осіб (2020).
Місто утворене 1912 року. Біля міста знаходиться Сібрінгський регіональний аеропорт.
У місті проводиться щорічна гонка на витривалість 12 годин Сібрінга.

## Географія
Сібрінг розташований у північно-західній частині округу Гайлендс, Флорида. Сібрінг розташований за координатами 27°28′17″ пн. ш. 81°27′6″ зх. д. / 27.47139° пн. ш. 81.45167° зх. д. (27.471438, -81.451574). За даними Бюро перепису населення США в 2010 році місто мало площу 41,55 км², з яких 25,84 км² — суходіл та 15,71 км² — водойми.

## Клімат
У Сібрінгу переважає вологий субтропічний клімат зі спекотним, вологим літом та теплою, сухою зимою.

### Клімат
| Клімат : Сібрінг             | Клімат : Сібрінг | Клімат : Сібрінг | Клімат : Сібрінг | Клімат : Сібрінг | Клімат : Сібрінг | Клімат : Сібрінг | Клімат : Сібрінг | Клімат : Сібрінг | Клімат : Сібрінг | Клімат : Сібрінг | Клімат : Сібрінг | Клімат : Сібрінг | Клімат : Сібрінг |
| Показник                     | Січ.             | Лют.             | Бер.             | Квіт.            | Трав.            | Черв.            | Лип.             | Серп.            | Вер.             | Жовт.            | Лист.            | Груд.            | Рік              |
| Абсолютний максимум, °C      | 32,2             | 34,4             | 34,4             | 36,7             | 38,9             | 39,4             | 39,4             | 38,9             | 38,3             | 36,7             | 33,3             | 32,2             | 39,4             |
| Середній максимум, °C        | 22,8             | 23,9             | 26,1             | 28,3             | 31,1             | 32,2             | 32,8             | 32,2             | 31,7             | 28,9             | 26,1             | 23,3             | 28,3             |
| Середній мінімум, °C         | 8,9              | 10,0             | 12,8             | 15,0             | 18,3             | 21,1             | 22,2             | 22,2             | 21,7             | 17,8             | 14,4             | 10,6             | 16,3             |
| Абсолютний мінімум, °C       | −7,8             | −5               | −5               | 1,1              | 6,7              | 10,0             | 15,6             | 15,0             | 14,4             | 4,4              | −1,7             | −6,7             | −7,8             |
| Норма опадів, мм             | 63               | 61               | 77               | 55               | 92               | 210              | 173              | 182              | 152              | 77               | 58               | 47               | 1247             |
| ---------------------------- | ---------------- | ---------------- | ---------------- | ---------------- | ---------------- | ---------------- | ---------------- | ---------------- | ---------------- | ---------------- | ---------------- | ---------------- | ---------------- |
| Джерело: The Weather Channel |                  |                  |                  |                  |                  |                  |                  |                  |                  |                  |                  |                  |                  |

## Демографія

### Перепис 2010

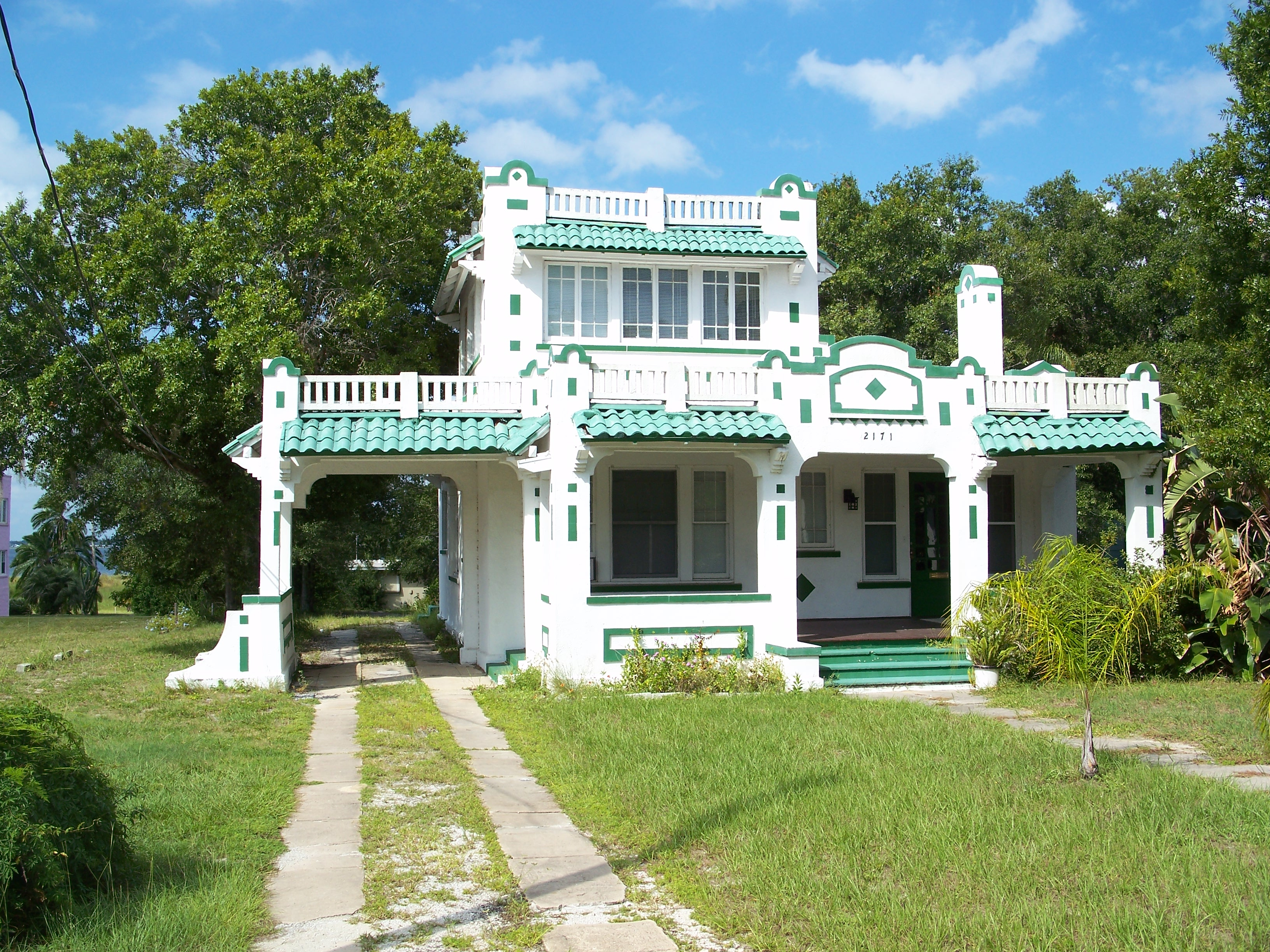
Будинок Пола Л. Вінсона

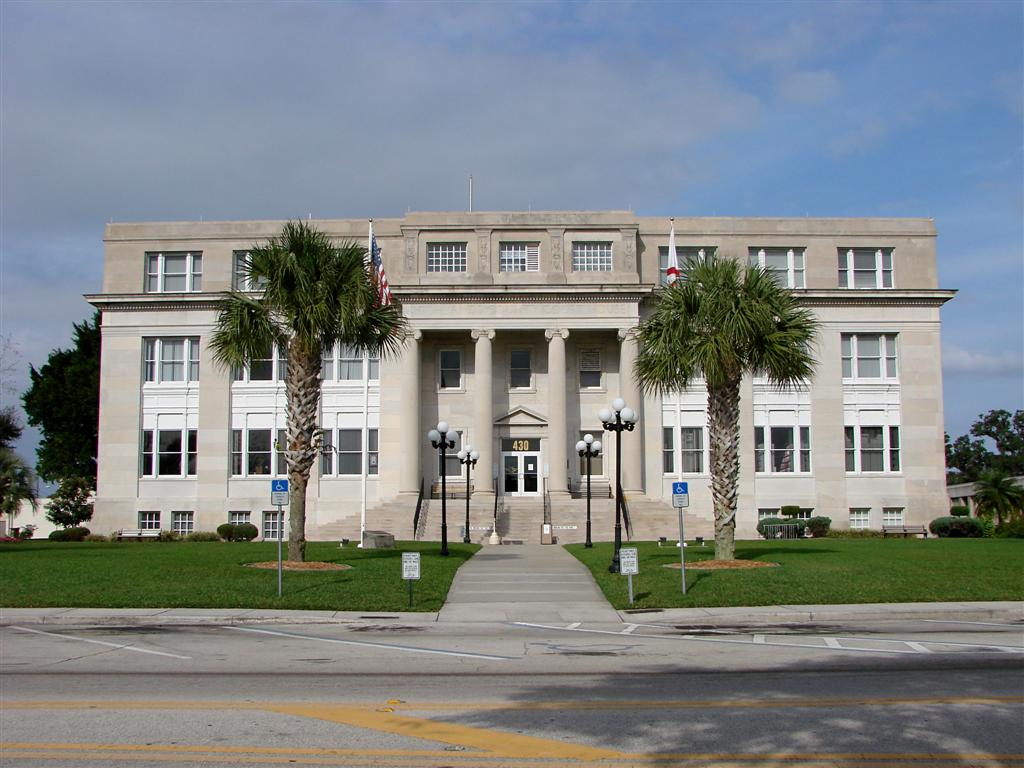
Будівля окружного суду

Згідно з переписом 2010 року, у місті мешкала 10 491 особа в 4440 домогосподарствах у складі 2416 родин. Густота населення становила 252 особи/км². Було 5623 помешкання (135/км²).
Расовий склад населення:
| - 76,0 % — білих - 14,7 % — чорних або афроамериканців - 1,4 % — азіатів - 0,7 % — корінних американців - 4,5 % — осіб інших рас |

До двох чи більше рас належало 2,7 %. Частка іспаномовних становила 17,6 % від усіх жителів.
За віковим діапазоном населення розподілялося таким чином: 19,7 % — особи молодші 18 років, 51,4 % — особи у віці 18—64 років, 28,9 % — особи у віці 65 років та старші. Медіана віку мешканця становила 47,3 року. На 100 осіб жіночої статі у місті припадало 93,8 чоловіків; на 100 жінок у віці від 18 років та старших — 91,1 чоловіків також старших 18 років.
Середній дохід на одне домашнє господарство становив 41 995 доларів США (медіана — 25 663), а середній дохід на одну сім'ю — 54 338 доларів (медіана — 35 910). Медіана доходів становила 31 895 доларів для чоловіків та 28 860 доларів для жінок. За межею бідності перебувало 30,2 % осіб, у тому числі 39,6 % дітей у віці до 18 років та 19,9 % осіб у віці 65 років та старших.
Цивільне працевлаштоване населення становило 2989 осіб. Основні галузі зайнятості: освіта, охорона здоров'я та соціальна допомога — 27,2 %, мистецтво, розваги та відпочинок — 12,3 %, науковці, спеціалісти, менеджери — 11,9 %.

### Перепис 2000
За даними перепису 2000 року населення міста налічувалося 9 667 осіб, 3 969 домашніх господарств, та 2 305 сімей. Щільність населення склала 727,6 осіб на км². Расовий склад міста становив: 75.81 % білі, 15,69 % афро-американці, 0,57 % індіанці, 0,74 % азіати, 5,16 % інші раси. Іспанці та латиноамериканці становили 11,00 % населення.
У місті налічується 3 969 сімей, з яких 23,1 % мали дітей у віці до 18 років, які проживають з ними, 42,0 % подружні пари, які живуть разом, 12,0 % жінки мешкають без чоловіків, а 41,9 % населення не мають сім'ї. 36,0 % всіх домогосподарств складаються з окремих осіб, 21,0 % з одиноких людей 65 років і старше. Середній розмір домогосподарства 2,25 особи, а середній розмір сім'ї 2,91 особи.
За віком населення розподілене: 22,1 % у віці до 18 років, 7,9 % від 18 до 24, 22,8 % від 25 до 44, 19,4 % від 45 до 64 років, і 27,7 %, які були у віці 65 років і старші. Середній вік населення міста склав 42 років. На кожні 100 жінок припадало 91,7 чоловіків. На кожні 100 жінок у віці 18 років і старше налічувалося 88,6 чоловіків.
Середній дохід на домашнє господарство в місті склав 23 555 $, а середній дохід на сім'ю складає 29 915 $. Чоловіки мають середній дохід від 21 799 $, жінки від 19 167 $. Дохід на душу населення у місті склав 15 125 $. Близько 17,4 % сімей або 23,5 % населення були за межею бідності, в тому числі 36,0 % тих, хто молодше 18 років та 12,0 % тих, хто у віці 65 років і старше.
У 2000 році англійську мову вважає рідною 89.39 % мешканців міста. Іспанська була рідною для 10,18 % мешканців міста, французька для 0,42 %.

## Відомі люди
- Томас Макгуайр — американський летун-винищувач, учасник Другої світової війни.

## Світлини

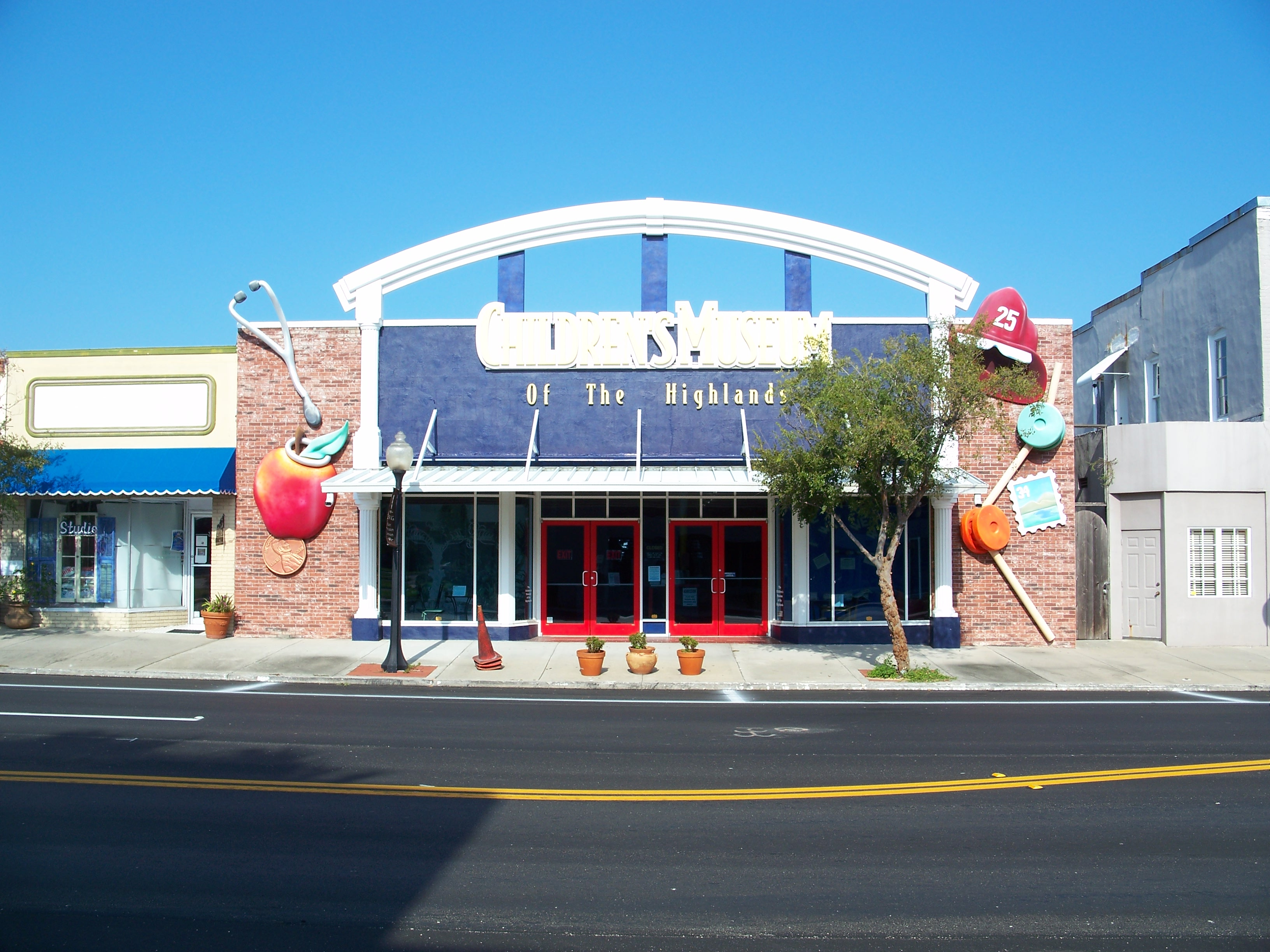
Дитячий музей Гайлендсу
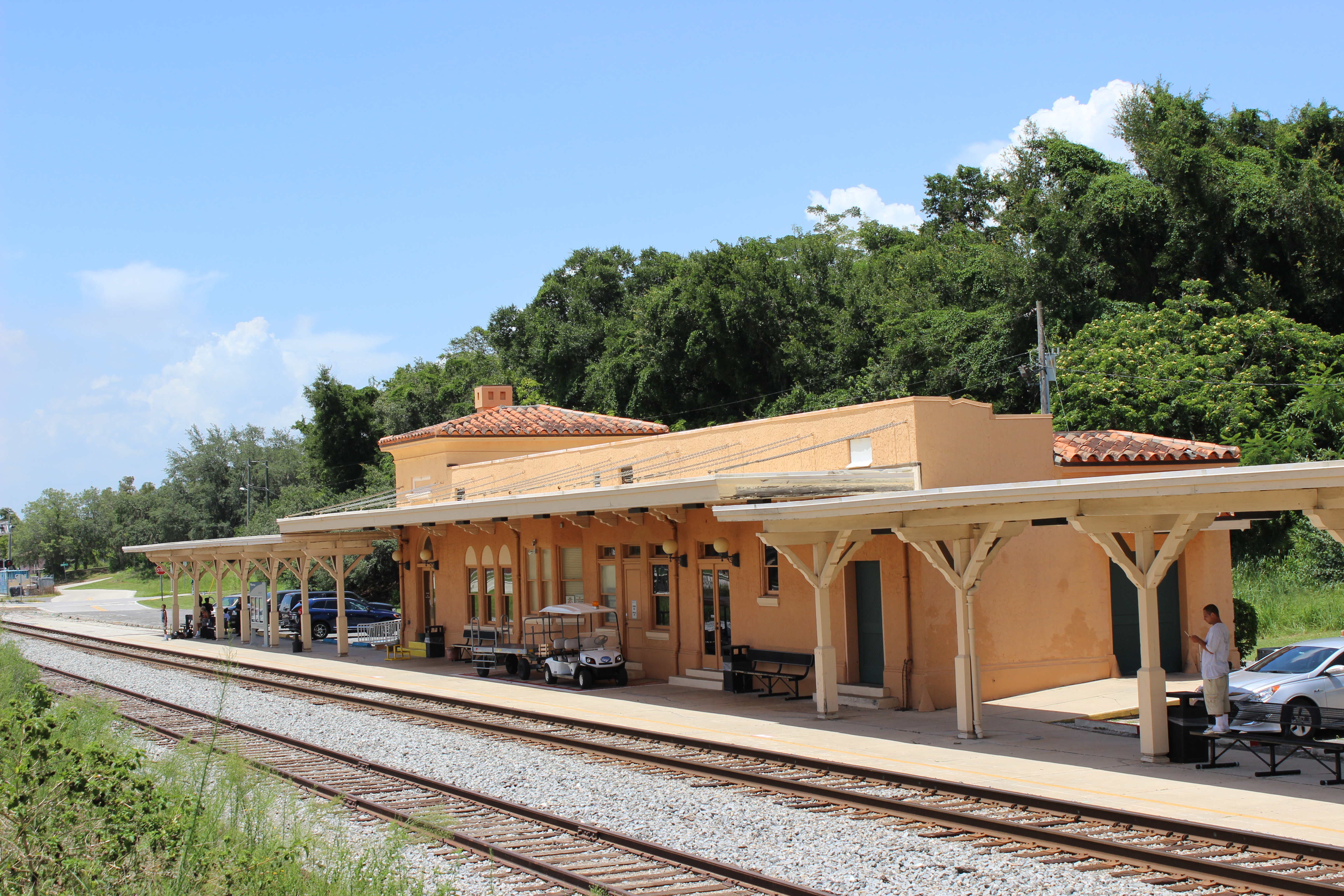
Залізничний вокзал Сібрінга
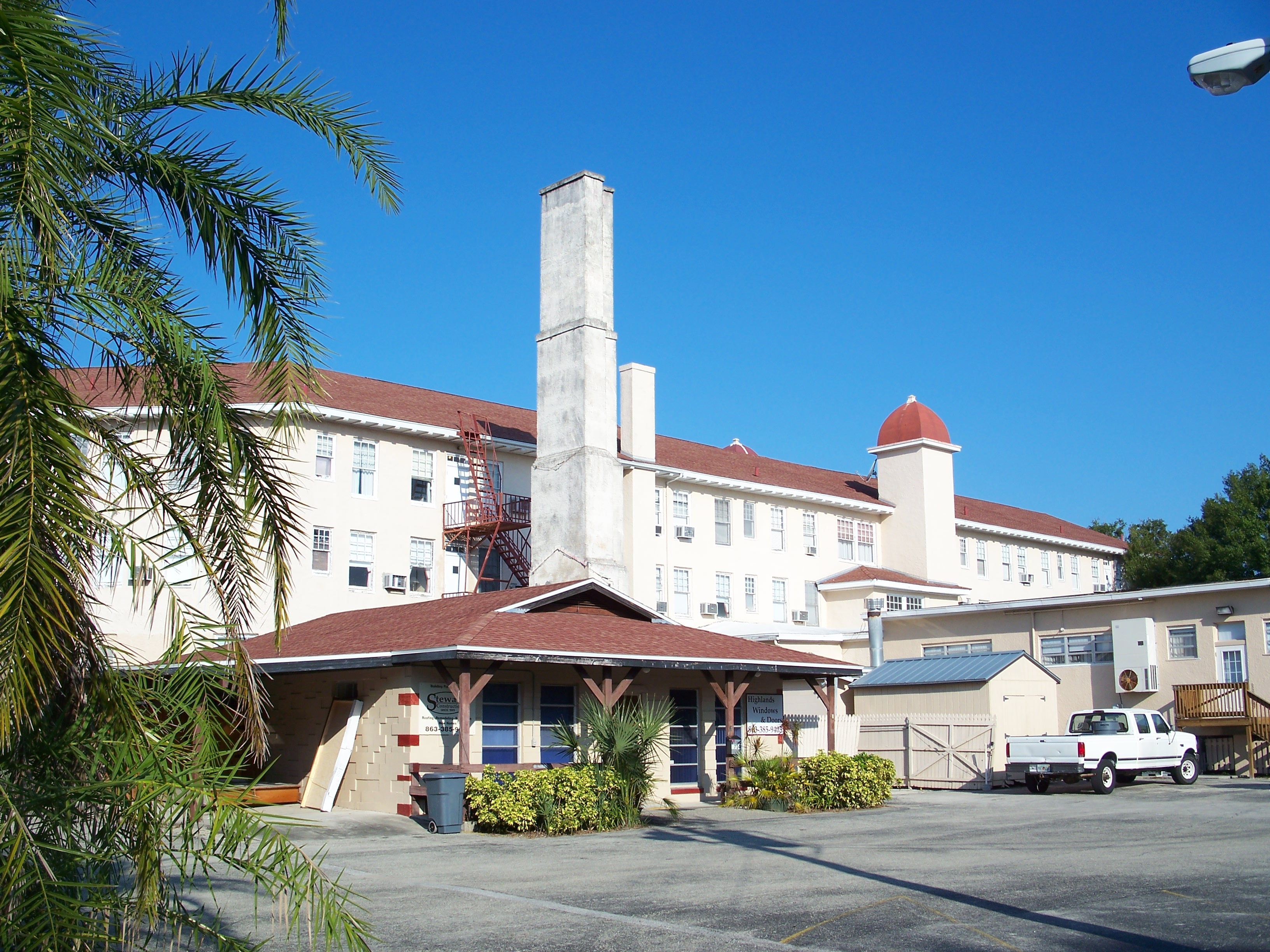
Готель «Kenilworth Lodge»
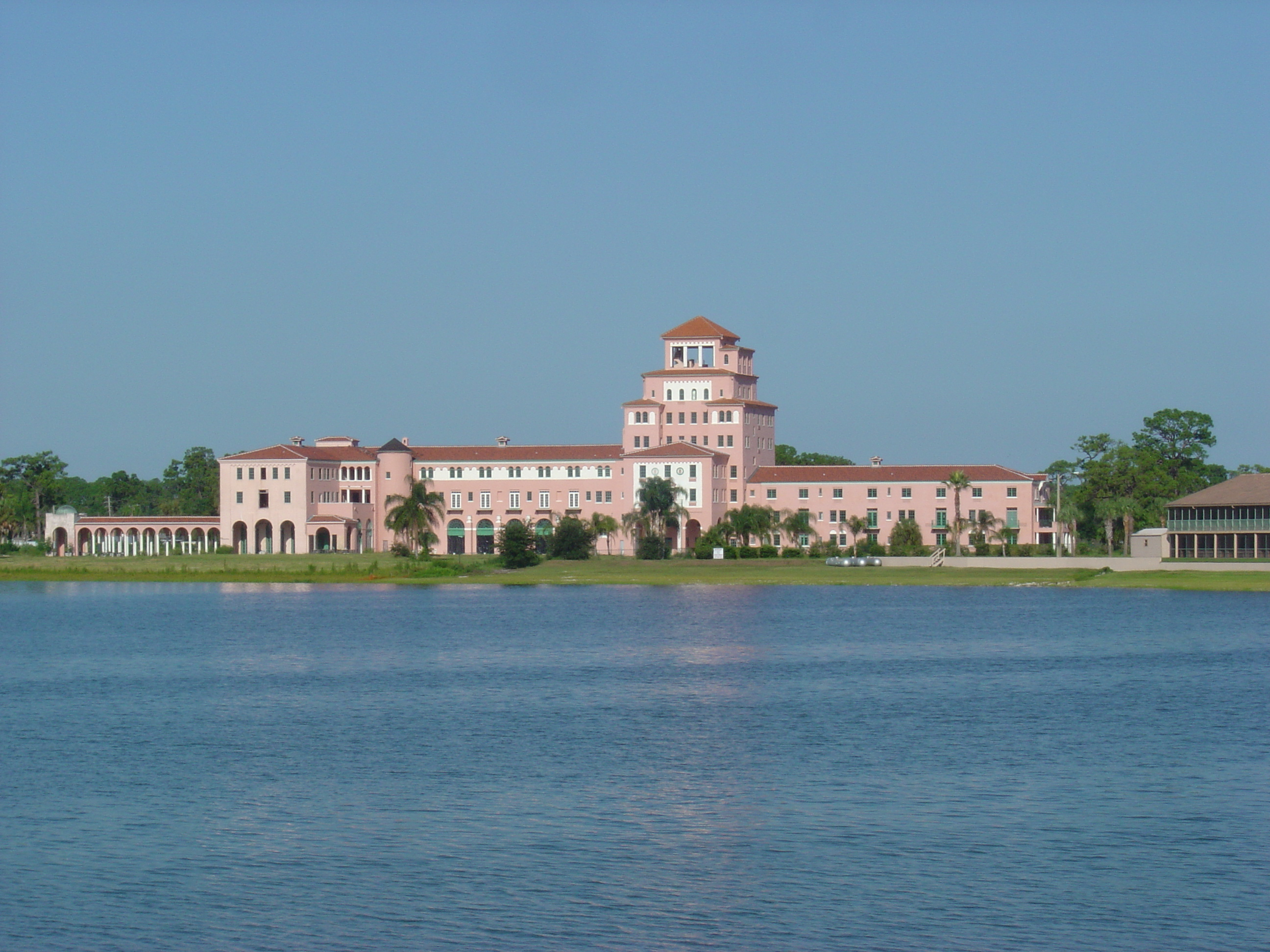
Готель «Harder Hall»
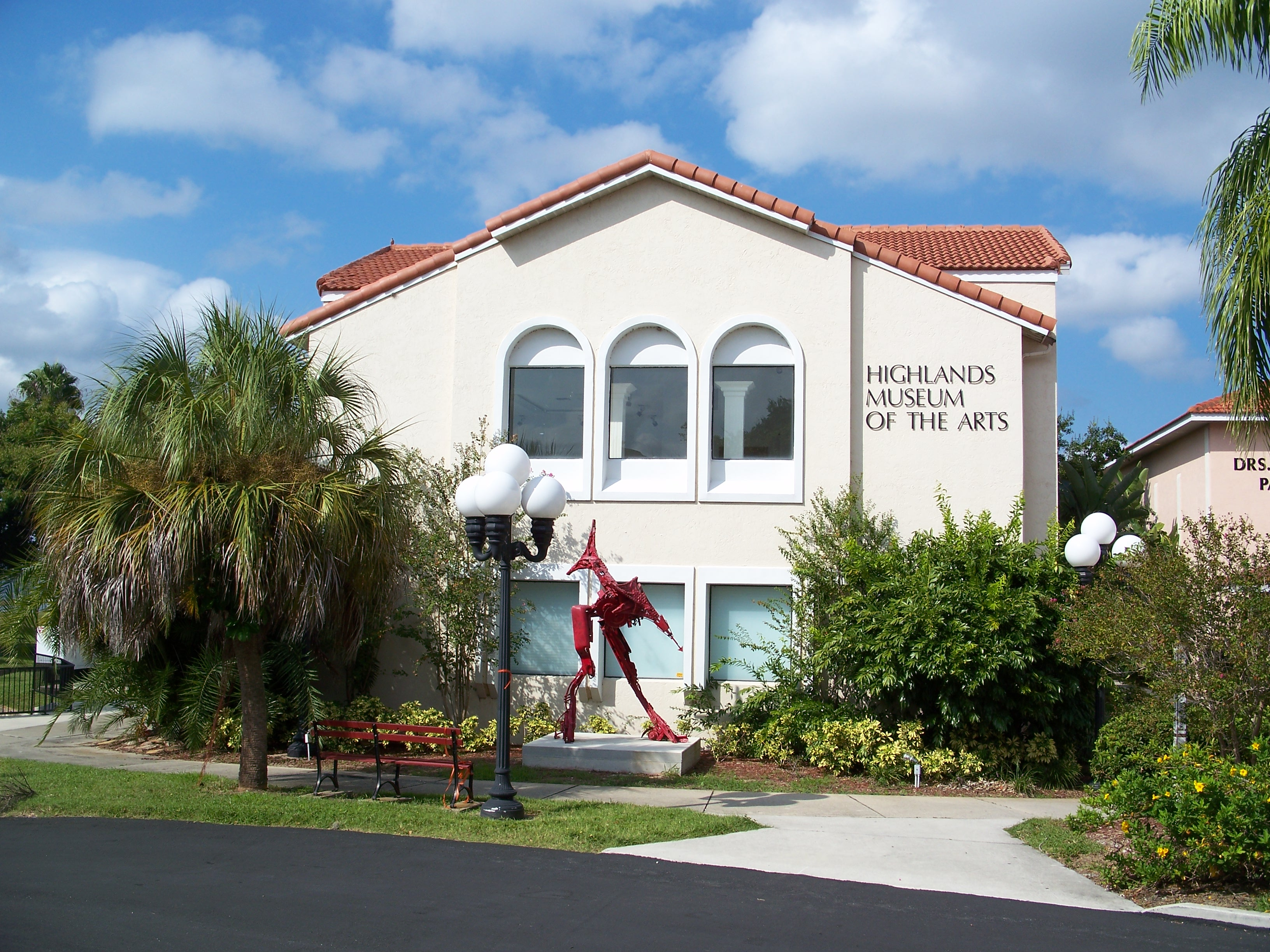
Музей мистецтв Гайлендсу